# Dr Keb
 (juillet 2023).
Dr Keb, de son vrai nom Amadou Kébé, est rappeur et auteur compositeur, malien. Il commence sa carrière de en 2007 avec Ghetto Black Boys, un groupe de Kadiolo. Il se fait connaître grâce à son single « On est peace and love »  en 2015,.

## Carrière
Keb, qui s’affiche comme l’une des figures montantes de la scène musicale malienne. Depuis la sortie de son premier album intitulé Two Face (double face) en 2017.

## Enlèvement
Dr Keb enlevé le 29 juillet 2021 avec son groupe, trois mois après leur enlèvement par des hommes armés dans la région de Tombouctou, le rappeur Dr Keb et un membre de son groupe ont été libérés, a annoncé mardi en 16 novembre 2021,.